# Emeka Okafor
Chukwuemeka Ndubuisi Okafor, jednostavnije Emeka Okafor (Houston, 28. rujna 1982.) američki je profesionalni košarkaš. Igra na poziciji krilnog centra, a može igrati i centra. Trenutačno je član NBA momčadi New Orleans Hornetsa. Izabran je u 1. krugu (2. ukupno) NBA drafta 2004. od strane Charlotte Bobcatsa. 

## Rani život
Okafor je rođen u Houstonu. Oba roditelja su nigerijskog porijekla, a on je prvi član obitelji koji je rođen u Americi. Njegov otac Pius Okafor pripadnik je afričkog naroda Igbo. Okaforova obitelj preselila se je u Bartlesville, državu Oklahomu gdje je njegov otac radio u naftnoj kompaniji Phillips Petroleum. Dok je živio u Bartlesville, njegov otac Pius upisao ga je školu "Bartlesville YMCA" kako bi naučio pravila košarkaške igre. Djetinjstvo je proveo u Houstonu i bio je veliki obožavatelj Houston Rocketsa i njihovog tadašnjeg igrača Clydea Drexlera. 
Okafor je zajedno s budućom sveučilišnom zvijezdom Johnom Lucasom III igrao za srednju školu "Bellaire High School". U seniorskoj sezoni u prosjeku je postizao 22 poena, 16 skokova i 7 blokada. Nakon završetka srednje škole imao je ponude mnogih sveučilišta poput Arkansasa i Vanderbilta, ali odlučio je prihvatiti stipendiju na sveučilištu Connecticut.

## Sveučilište
Okafor je za Huskiese igrao od 2001. do 2004., zajedno s budućim NBA igračima Charliem Villanuevom, Benom Gordonom i Joshom Bonneom. Tijekom pohađanja sveučilišta, ne samo da je bio odličan košarkaš, već i odličan student. Njegov glavni predmet na sveučilištu bile su financije, i njih je tri godine kasnije diplomirao s prosjekom ocjena 3.8. Okafor je 2004. za svoj rad i trud, i uzorno ponašanje dobio nagradu za akademskog All-American igrača godine. 
Postao je poznat po odličnim obrambenim igrama, a posebno po blokadama. Iako je većinu sezone 2003./04. imao problema s leđima, Okafor je odveo UConn do drugog državnog prvaka u posljednjih 6 godina. Izabran je za NCAA igrača koji je u odnosu na prošlu sezonu najviše napredovao. Osim toga, Okafor predvodio državu u blokadama, izabran je za Obrambenog igrača godine od udruge američkih košarkaških trenera i bio Igrač godine Big East konferencije. S 441 blokadom postao je vodećim blokerom sveučilišta Connecticut. 

## NBA
Okafor je izabran kao drugi izbor NBA drafta 2004. od strane Charlotte Bobcatsa. Postao je prvim izborom drafta u povijesti franšize Bobcatsa. Sljedećeg dana dobio je poziv da nastupa za američku reprezentaciju na Olimpijskim igrama u Ateni 2004. godine. S njome je na prvenstvu osvojio brončanu medalju. Iako je u NBA došao kao sveučilišna zvijezda, na Okafora kao drugog izbora drafta nije dijelovao nikakav pritisak. Tijekom rookie sezone, od 21. studenog do 1. siječnja zabilježio je 19 uzastopnih double-double učinaka, a tijekom cijele sezone sakupio je 47 double-double učinaka. Završio je kao sedmi u izboru od svih krila Istočne konferecije za NBA All-Star utakmicu i prvi u izboru za novaka godine. Slavio je prikupivši 514 bodova, drugi je bio član Chicago Bullsa, Ben Gordon (443), dok je treće mjesto pripalo igraču Orlanda, Dwightu Howardu (161). 24. lipnja 2005., nakon što su Bobcatsi shvatili da su dobili solidnog NBA igrača, registrirali su četvrtu godinu Okaforovog ugovora. Rookie sezonu završio je u brojkama od 15.1 poena, 10.9 skokova i 1.7 blokada. U skokovima je bio četvrti u ligi, dok je iz igre šutirao odličnih 44.7%. 
Izvan sezone između svoje prve i druge godine, Okafor je dobio na težini. Razlog dobivanja kilaže su raniji problemi oko ozljede gležnja, i tijekom svoje druge godine bio je izvan stroja upravo zbog tog razloga. Bez obzira na ozljedu odigrao je nekoliko dobrih utakmica s double-double učinkom, a sezonu je završio u brojkama od 13.2 poena, 10.0 skokova i 1.9 blokada. 
Okafor je izvan sezone nastavio vježbati s Hakeemom Olajuwonom, osobnim trenerom kojega je uzeo nakon svoje rookie sezone i koji mu je pomogao da se vrati u pravu formu nakon druge sezone. Predvodio je Bobcatse u skokovima, blokadama, i postotku šuta iz igre. 29. listopada 2006., Bobastsi su na domaćem terenu s tri produžetka savladali Los Angeles Lakerse, a Okafor je zabilježio 22 poena, 25 skokova i4 blokade za 51 odigranu minutu. Postavio je klupski rekord po broju skokova na jednoj utakmici Bobcatsa. Imao je i po osam blokada u utakmicama protiv Dallas Mavericksa i Boston Celticsa. 12. siječnja 2007. postavio je rekord sezone u blokadama (10 blokada) u utakmici protiv New York Knicksa. U toj utakmici nedostajao mu je tek jedan skok da zabilježi prvi triple-double učinak (20 poena, 10 blokada, 9 skokova i 3 ukradene lopte) u povijesti franšize Bobcatsa. Kasnije je radi ponovne ozljede gležnja propustio petnaestak utakmica sezone. Sezonu je završio u brojkama od 14.4 poena, 11.3 skokova i 2.6 blokada. 
Prije početka sezone 2007./08., Okafor je odbio s Bobcatsima potpisati petogodišnji ugovor vrijedan 60 milijuna $. Usprkos odbijanju ugovora, Okafor je izjavio da i dalje želi ostati u Bobcatsima. Usprkos svađi s trenerom Bobactsa Samom Vincentom, Okafor je i četvtu godinu zaredom bio na double-double prosjeku. Po prvi puta us svojoj karijeri odigrao je sve 82 utakmice regularnog dijela sezone. Nakon samo godinu dana na klupi Bobcatsa, trener Sam Vincent dobio je otkaz. Glavni čovjek kluba, Michael Jordan odlučio se na taj potez nakon što je momčad još jednom propustila doigravanje, nakon što su regularnu sezonu završili s omjerom 32-50. 
Izvan sezone, Bobcatsi su nakon dužih pregovora s Okaforom dogovorili produženje ugovora. Potpisao je šestogodišnji ugovor vrijedan 72 milijuna $, koji će mu garantirati 12 milijuna $ po sezoni. To je uvjerljivo najveći ugovor jednog igrača u povijesti franšize Bobcatsa. U sezonu 2008./09., Okafor je ušao s 93 zaredom odigrane utakmice, od kojih je 92 započeo u startnoj petorci. U sezoni je imao vrlo dobar prosjek od 13.2 poena i 10.6 skokova. 28. srpnja 2009. mijenjan je u New Orleans Hornetse u zamjenu za Tysona Chandlera.

## Nagrade i priznanja
- NBA Novak godine: 2005.
- NBA All-Rookie prva petorka: 2005.
- Brončana medalja: Olimpijske igre u Ateni 2004.

## NBA statistika

### Regularni dio
| Godina    | Klub      | Odig. uta. | Uta. poč. | Min. | 2P%  | 3P%  | Sl. bac.% | Skok. | Asist. | Ukr. lop. | Blok. | Poena |
| --------- | --------- | ---------- | --------- | ---- | ---- | ---- | --------- | ----- | ------ | --------- | ----- | ----- |
| 2004./05. | Charlotte | 73         | 73        | 35.6 | .447 | .000 | .609      | 10.9  | .9     | .9        | 1.7   | 15.1  |
| 2005./06. | Charlotte | 26         | 25        | 33.6 | .415 | .000 | .656      | 10.0  | 1.2    | .9        | 1.9   | 13.2  |
| 2006./07. | Charlotte | 67         | 65        | 34.8 | .532 | .000 | .593      | 11.3  | 1.2    | .9        | 2.6   | 14.4  |
| 2007./08. | Charlotte | 82         | 82        | 33.1 | .535 | .000 | .570      | 10.7  | .9     | .8        | 1.7   | 13.8  |
| 2008./09. | Charlotte | 82         | 81        | 32.8 | .561 | .000 | .593      | 10.1  | .6     | .6        | 1.7   | 13.2  |
| Ukupno    |           | 330        | 326       | 34.0 | .506 | .000 | .596      | 10.7  | .9     | .8        | 1.8   | 14.0  |

## Vanjske poveznice
- Profil na NBA.com
- Profil na Basketball-Reference.com